# Soy Georgina
Soy Georgina (en inglés I Am Georgina) es una serie española que se centra en la vida personal de Georgina Rodríguez, modelo, empresaria, influencer y pareja de Cristiano Ronaldo. La serie se estrenó el 27 de enero de 2022 en el servicio de streaming Netflix.
La serie se centra principalmente en Gio, Cristiano y sus hijos Cristiano Jr., Eva, Mateo, Alana y Bella. También presenta a los familiares más cercanos de la familia.

## Producción
El 31 de diciembre de 2021, la modelo Georgina Rodríguez anunció que presentará su serie de telerrealidad de larga duración, Soy Georgina, que será emitida por primera vez en enero de 2022. Dos días antes de su lanzamiento la modelo pública en su red social de Instagram un tráiler de que tratará su serie añadiendo que será lanzada el mismo día de su cumpleaños número 28 desde Dubái.
El 15 de octubre de 2022, luego de haberse terminado la primera temporada de la serie, la influencer confirma que habrá segunda temporada de su serie documental y el 30 de enero de 2023 Netflix, anunció que el reality de Georgina Rodríguez, ya tiene fecha de estreno, añadiendo lo siguiente Si la primera temporada fue todo un éxito, la segunda entrega lo será aún mejor, confirmando que el docu-serie será lanzado el 24 de marzo de 2023 con la segunda temporada Soy Georgina 2.

## Reparto

### Principal
- Georgina Rodríguez
- Cristiano Ronaldo
- Ivana Rodríguez

## Lanzamiento
La serie estrenó su primera temporada el 27 de enero de 2022 en Netflix en España y a su mismo tiempo a nivel internacional. La segunda temporada de la serie documental Soy Georgina fue estrenada el 24 de marzo de 2023 en Netflix en España.

## Episodios
| Temporada | Temporada | Episodios | Fecha de estreno         | Fecha de estreno |
| --------- | --------- | --------- | ------------------------ | ---------------- |
|           | 1         | 6         | 27 de enero de 2022      |                  |
|           | 2         | 6         | 24 de marzo de 2023      |                  |
|           | 3         | 6         | 18 de septiembre de 2024 |                  |